# Аналогова система захисту
Аналогова система захисту (APS), також відома як Copyguard, або Macrovision — це система захисту від копіювання VHS і DVD, спочатку розроблена Macrovision. Відеокасети, скопійовані з DVD-дисків, закодованих за допомогою APS, стають спотвореними та неможливими для перегляду. Процес відбувається шляхом додавання імпульсів до аналогових відеосигналів, щоб негативно вплинути на схему АРП записувального пристрою. У цифрових пристроях зміни в аналоговому відеосигналі створюються мікросхемою, яка перетворює цифрове відео в аналогове всередині пристрою. У DVD-програвачах тригерні біти створюються під час створення DVD, щоб повідомити APS про те, що їх слід застосовувати до аналогових виходів DVD-програвачів або аналогових відеовиходів на ПК під час відтворення захищеного диска DVD-Video. У телеприставках тригерні біти включені в повідомлення керування умовним доступом (ECM) у потоці, що доставляється до STB.
У VHS зміни до аналогового відеосигналу додаються в наданий Macrovision «блок процесора», який використовується копіювальними апаратами.

## Обхід
Пристрої, що продаються як «відеостабілізатори», а також коректори часової розгортки можуть використовуватися для спроб видалення механізму захисту від копіювання Macrovision із програмним визначенням декодування, як у VHS-Decode, ігноруючи порушення сигналу та повністю показуючи кожен кадр у стабільному стані.
Цифрові пристрої запису (DVD-рекордери) часто забороняють запис, якщо вони виявляють сигнал захисту на вході. Пристрій може відобразити повідомлення про помилку про те, що програма захищена від копіювання.
APS також може передаватися цифровим сигналом у бітовому полі CGMS-A, надісланому в кадровому імпульсі гасіння.